# Stark County (Ohio)
 For alternative betydninger, se Stark County. (Se også artikler, som begynder med Stark County)
Stark County er et county i den amerikanske delstat Ohio.

## Demografi
Ifølge folketællingen fra 2000 boede der 378.098 personer i amtet. Der var 148.316 husstande med 102.782 familier. Befolkningstætheden var 235 personer pr. km². Befolkningens etniske sammensætning var som følger: 90,28% hvide, 7,20% afroamerikanere. 
Der var 148.316 husstande, hvoraf 31,00% havde børn under 18 år boende. 54,20% var ægtepar, som boede sammen, 11,50% havde en enlig kvindelig forsøger som beboer, og 30,70% var ikke-familier. 26,10% af alle husstande bestod af enlige, og i 10,90% af tilfældene boede der en person som var 65 år eller ældre.
Gennemsnitsindkomsten for en husstand var $39.824 årligt, mens gennemsnitsindkomsten for en familie var på $47.747 årligt.